# Râul Homorod, Olt (Homorod)
Râul Homorod este un curs de apă, care se formează la confluența dintre Homorodul Mare și Homorodul Mic în dreptul comunei Homorod. Se varsă în râul Olt în dreptul comunei Ungra.

## Hărți
- Harta Județului Brașov